# Tranebergs Idrottsplats
Tranebergs Idrottsplats va ser un camp de futbol que es trobava al districte de Traneberg, a l'oest d'Estocolm, Suècia. Va ser inaugurat el 1911. El Tranebergs Idrottsplats va ser el camp de joc del Djurgårdens IF durant 25 temporades, fins al 1936, quan va ser demolit.
El 1912 va acollir tres partits de la competició de futbol dels Jocs Olímpics d'Estocolm.